# Nasir-ol-Molk-Moschee

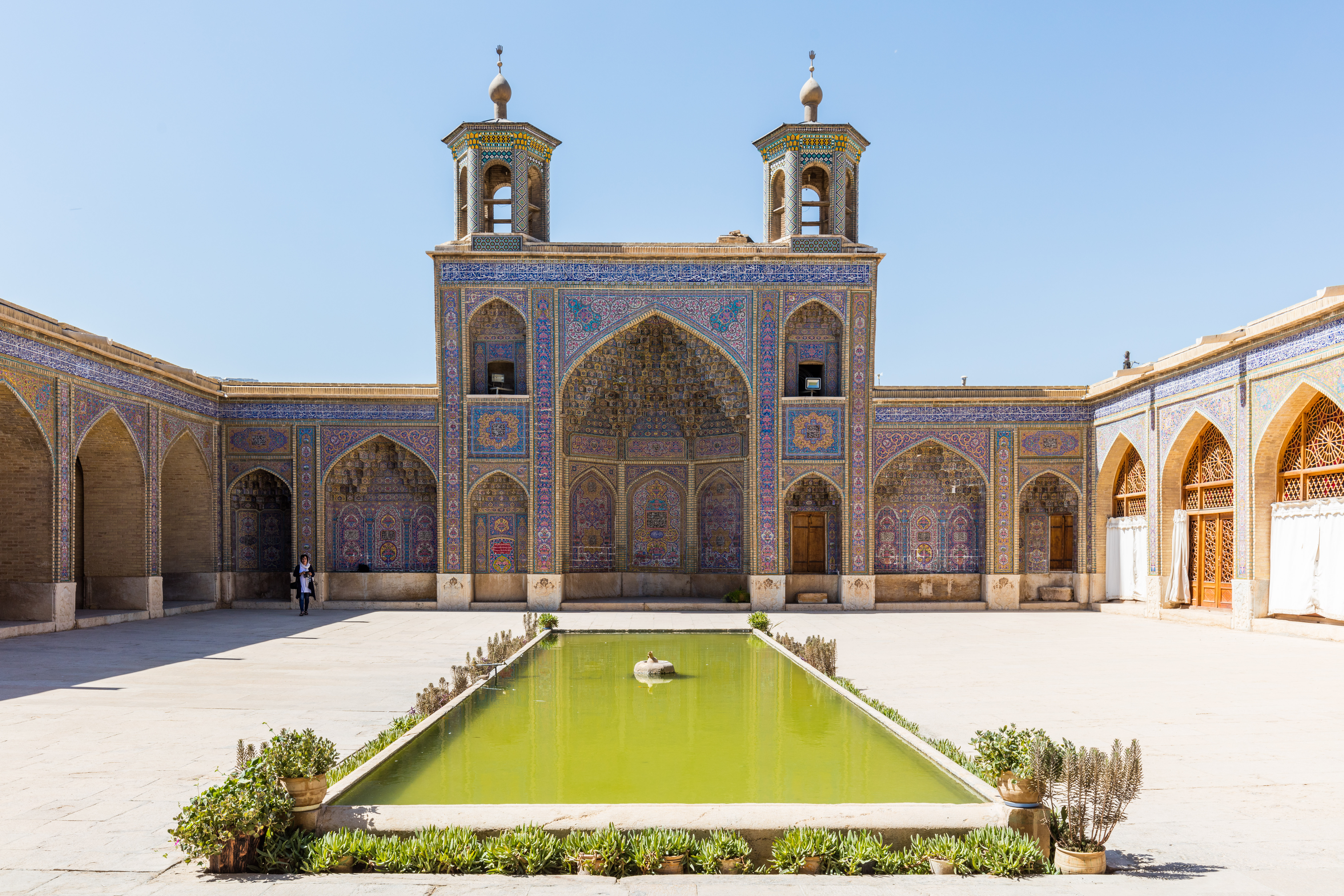
Innenhof mit Iwan

Die Nasir-ol-Molk-Moschee (persisch مسجد نصیر الملک Masjed-e Nasir-ol-Molk), auch bekannt als Rosafarbene Moschee, ist eine Moschee in Schiras, Iran. Sie liegt am Gowad-e-Arabān-Platz in der Nähe der Schāh-Tschérāgh-Moschee.

## Geschichte
Die Moschee wurde im Zeitalter der Kadscharen-Dynastie erbaut. Die Bauzeit war von 1876 bis 1888, der Bau selbst lag unter der Aufsicht von Mirzā Hasan Ali (Nasir ol Molk), einem Anführer der Kadscharen. Die Architekten der Moschee waren Mohammad Hasan-e-Memār und Mohammad Rezā Kāshi-Sāz-e-Širāzi. Die Nasir-ol-Molk-Moschee befindet sich zentral gelegen in der Stadt am Goade-e-Araban-Platz und wird bis heute von Gläubigen benutzt. Damals rief eine Stiftung den Bau der Nasir-ol-Molk-Moschee ins Leben. Diese Stiftung betreibt die Moschee bis heute.

## Beschreibung
Die Moschee hat eine außergewöhnliche Fassade aus gefärbtem Glas. Im Volksmund heißt sie die Rosafarbene Moschee (persisch مسجد صورتی Masjed-e Surati), wegen der Nutzung von speziell gefärbten rosafarbenen Kacheln beziehungsweise Fensterglas. Die Wirkung des Innenraums wurde von Besuchern als sehr eindrucksvoll beschrieben. Es komme einem so vor, als würde man in einem Kaleidoskop stehen. Sobald das Sonnenlicht auf die Glasmalerei trifft, wird das gesamte Gebäude durch einen vibrierenden Regenbogen von Farben überflutet.

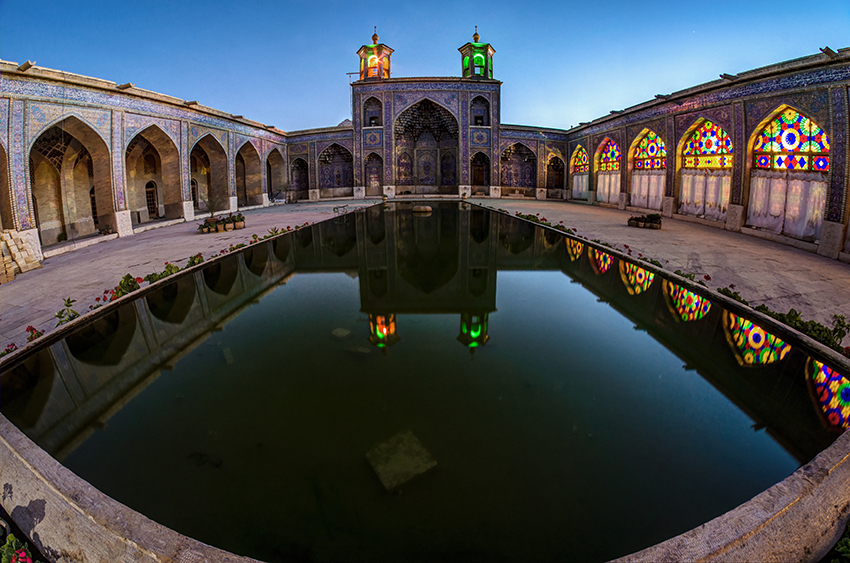
Innenhof
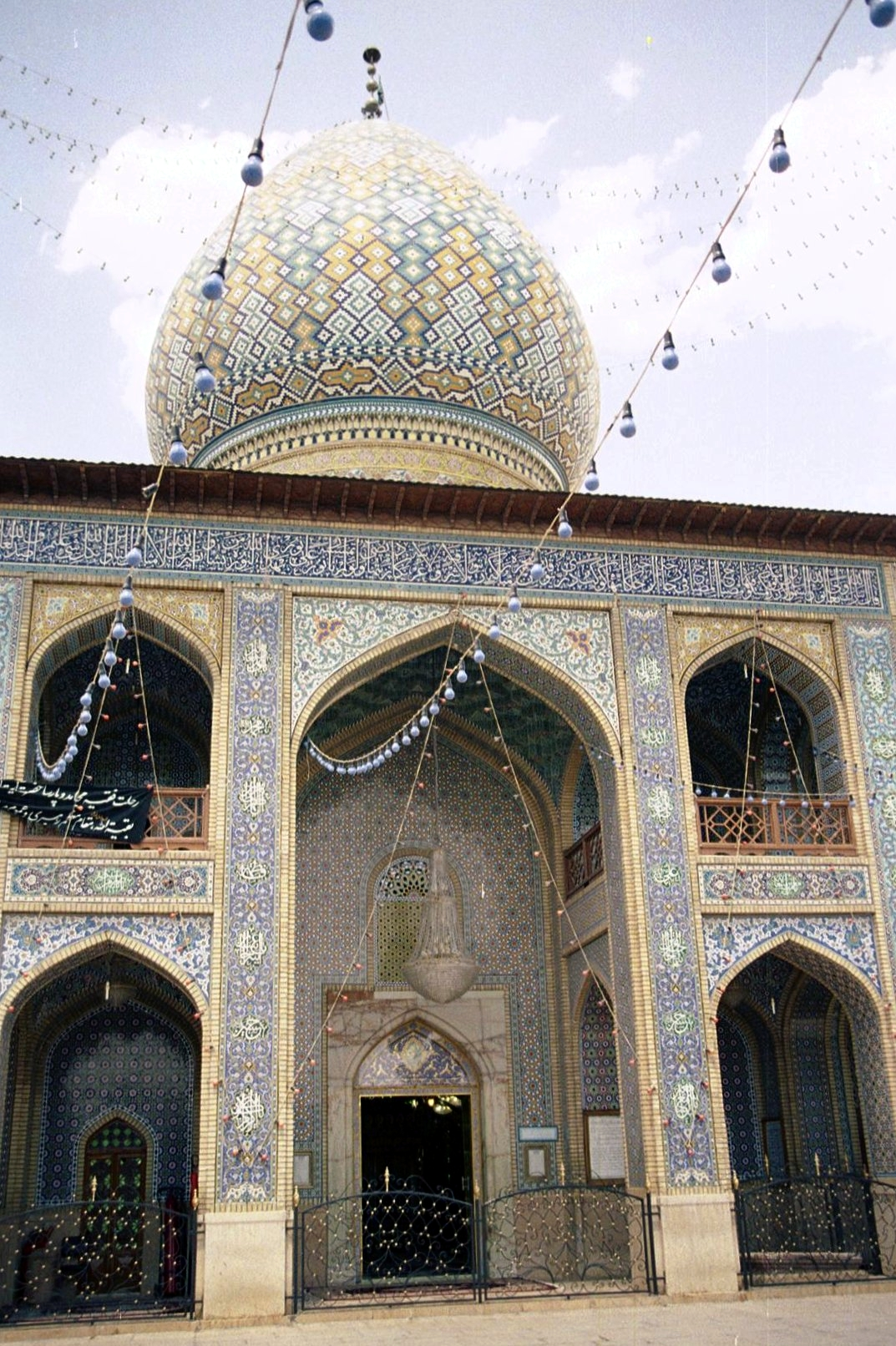
Eingang
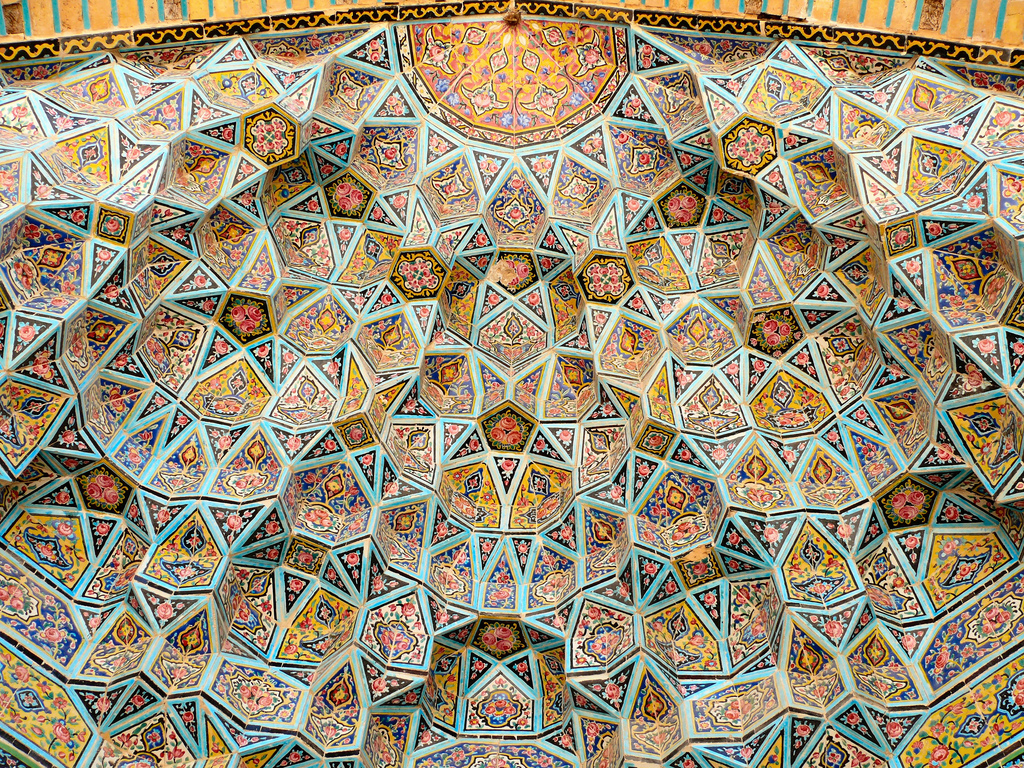
Muqarnas
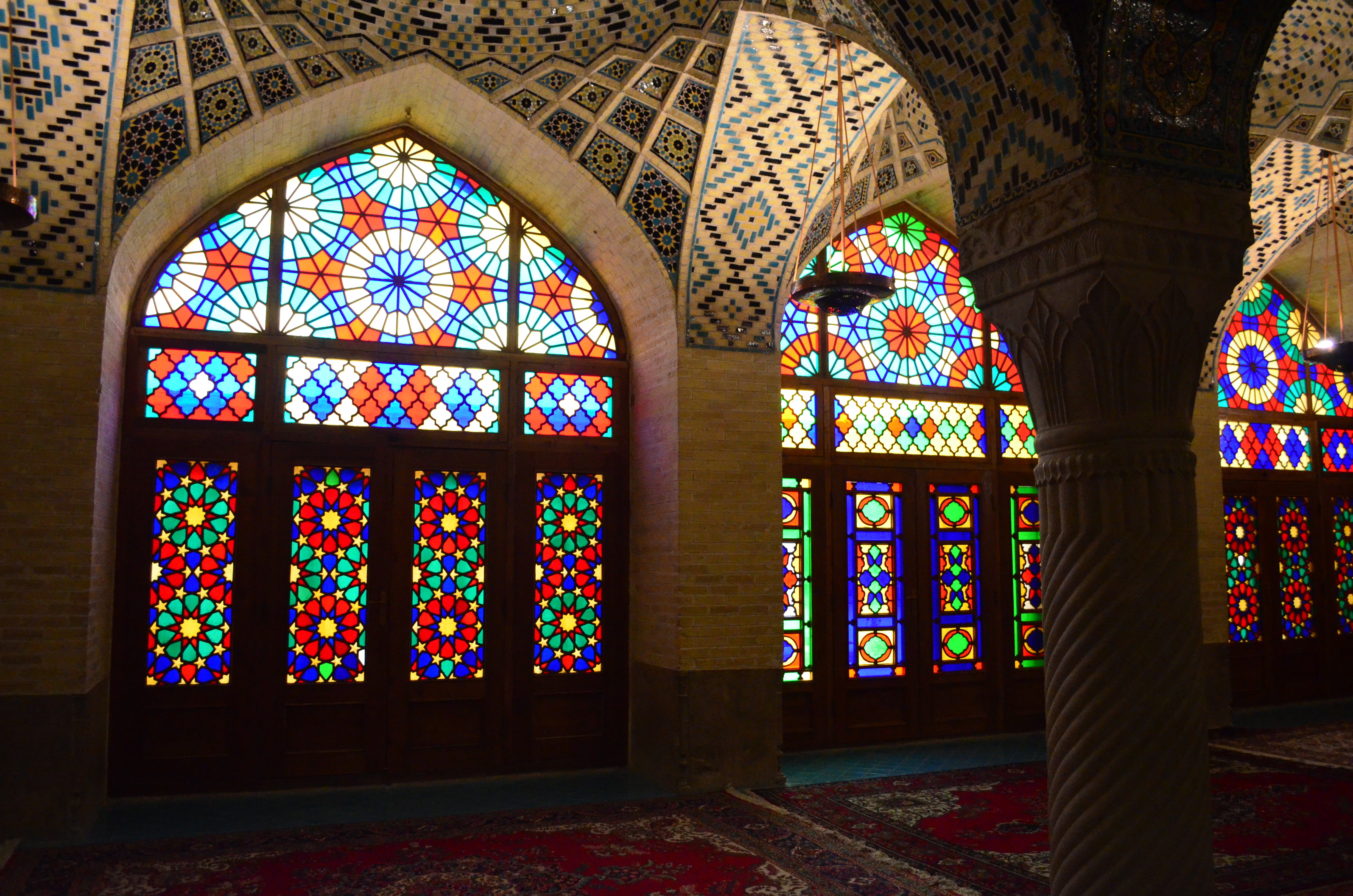
Gefärbtes Glas im Betsaal
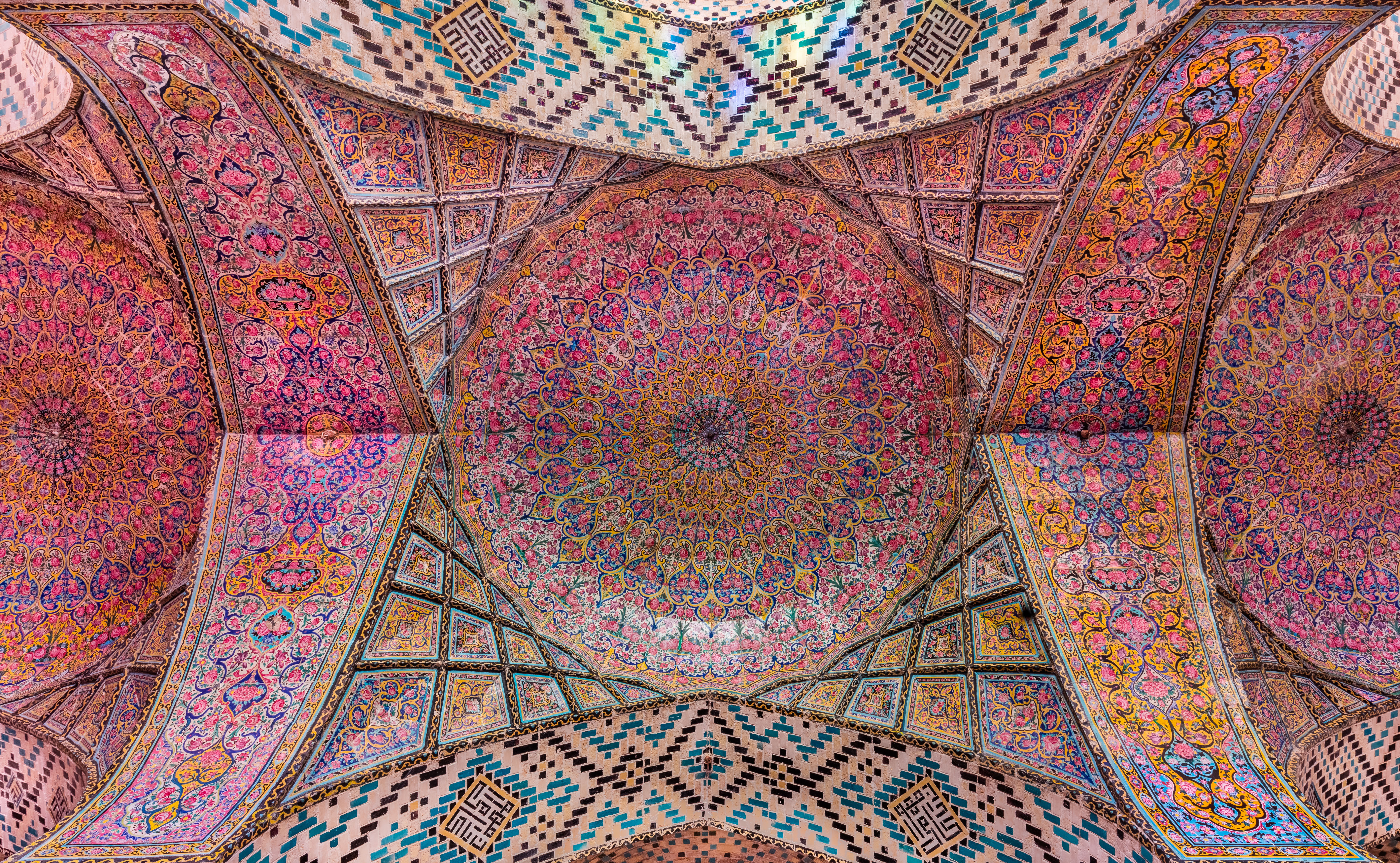
Deckengewölbe des Winterbetsaals
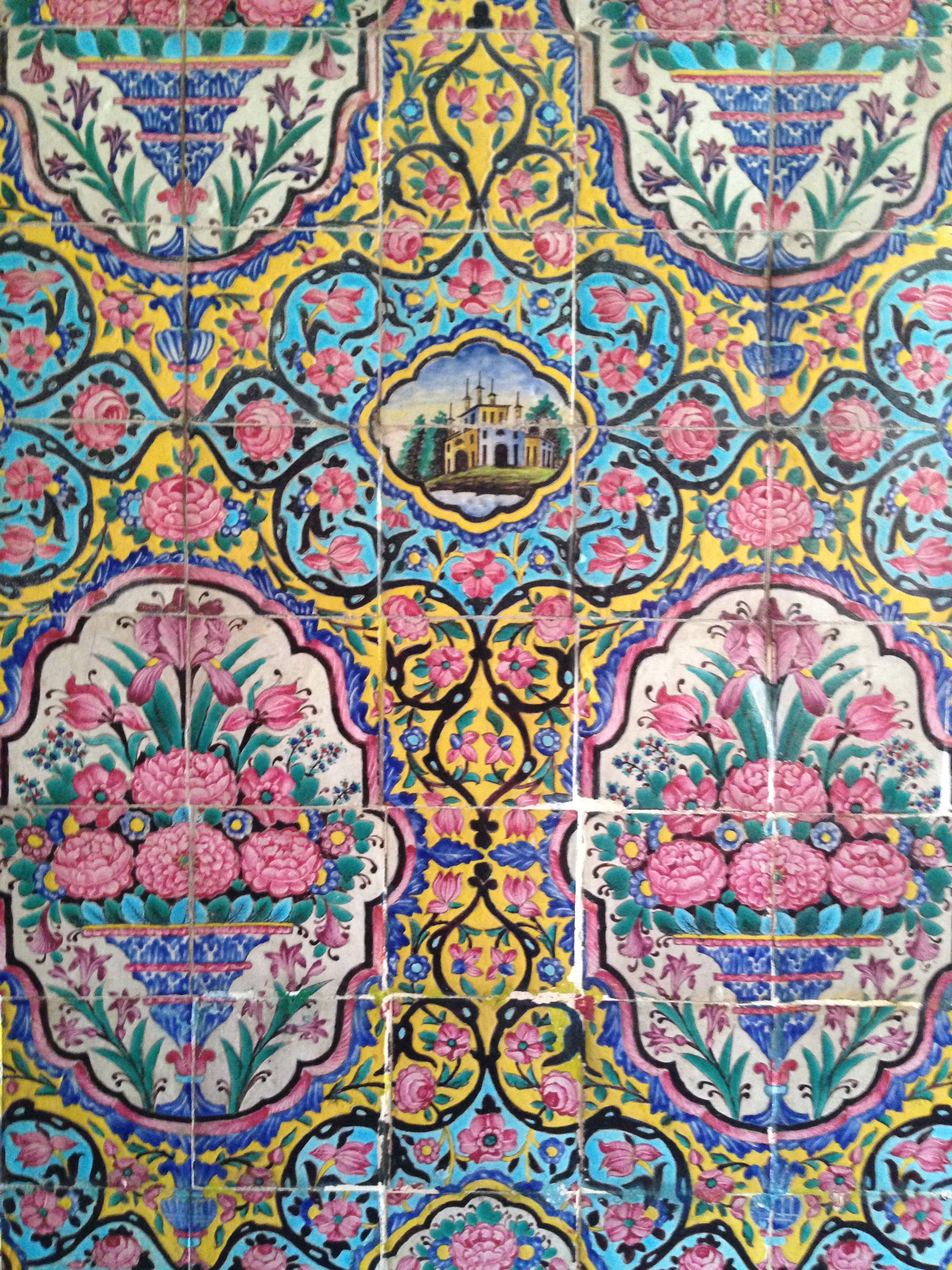
Dekorierte Fliesen